# Schloss Wolnzach

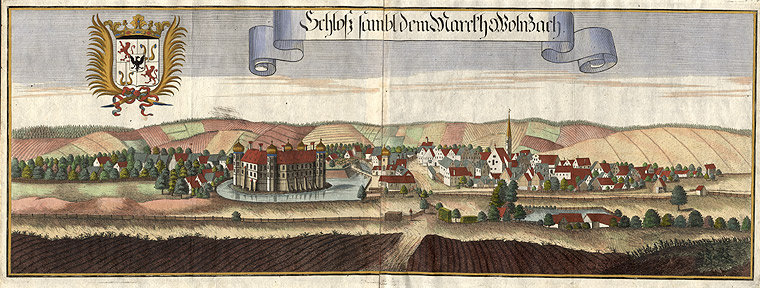
Michael Wening: Schloss und Markt Wolnzach

Das Schloss Wolnzach ist ein abgegangenes Schloss im oberbayerischen Wolnzach, Landkreis Pfaffenhofen an der Ilm. Es war Sitz der Herrschaft und späteren Hofmark Wolnzach. Die Anlage wird als Bodendenkmal unter der Aktennummer D-1-7335-0075 im Bayernatlas als „mittelalterliche und frühneuzeitliche Befunde im Bereich des ehem. Wasserschlosses von Wolnzach“ geführt. 

## Geschichte
Wolnzach wurde erstmals 756 in der Gründungsurkunde von Kloster Wessobrunn als Wolamotesaha erwähnt. Das edelfreie Geschlecht der Hoholde erhob Wolnzach gegen Ende des 11. Jahrhunderts zum Mittelpunkt seiner weit in die Hallertau reichenden Herrschaft. Diese fiel 1252/55 zum größten Teil an die Wittelsbacher, der kleinere Teil mit dem Ort und der Burg Wolnzach gelangte auf dem Erbweg an die Herrn von Preysing. Hans von Preysing erhielt 1449 erhielt das zwischenzeitlich verpfändete Schloss Wolnzach vom bayerischen Herzog Albrecht III. wieder zurück, wenn auch mit der ausdrücklichen Bedingung, „daß dieses - vom Herzog Albrecht neu erbaute Schloß - für immer dessen offenes Haus sein und bleiben muß“. 1465 wurde Hans von Preysing zu Wolnzach die Reichsfreiheit verliehen. Schon 1482 fiel die Herrschaft Wolnzach nach der Eroberung durch Truppen Herzog Georgs des Reichen aber an Bayern-Landshut. Die Wolnzacher Linie der Preysing verglich sich mit dem Herzog, sie starb mit dem Freisinger Domherrn Georg von Preysing kurz darauf 1497 aus.
Die nun zur Hofmark herabgestufte ehemalige Herrschaft Wolnzach befand sich nach dem Verkauf durch Herzog Wilhelm V. im Jahr 1584 bis 1725 im Besitz der Familie Elsenheimer. Die Zerstörung des Wolnzacher Schlosses erfolgte durch die Schweden während des Dreißigjährigen Krieges 1632. Leopold Heinrich von Elsenheim begann 1697 das Schloss zu Wolnzach mit Gewinnen aus den Türkenkriegen und mit Krediten durch die Fugger von Schwindegg das Neue Schloss als Wasserschloss ganz neu aufzubauen. Der viergeschossige Backsteinbau war eine unregelmäßige Viereckanlage mit achteckigen Kuppeltürmchen. 
Kurfürst Karl Albrecht, der nachmalige Kaiser, erbte das Wolnzacher Schloss 1725 vom letzten Elsenheimer und richtete das Schloss als Jagdschloss ein. Er kam alljährlich zu Sau-Jagden hierher. Das Kurfürstliche Schloss zu Wolnzach wurde 1810 versteigert und anschließend abgebrochen.
Von der Schlossanlage auf dem Gelände des heutigen Volksfestplatzes ist nichts erhalten. Die Namen Schlosshof, Schloßstraße, Hotel-Schlosshof, Schlossapotheke und Elsenheimerstraße erinnern noch an die Zeit. Das Jägerhaus des Schlosses, das spätere „Brandl-Haus“, wurde 1969 abgebrochen und neu aufgebaut. Seitdem dient es als Bankgebäude.